# Vincenzo della Greca

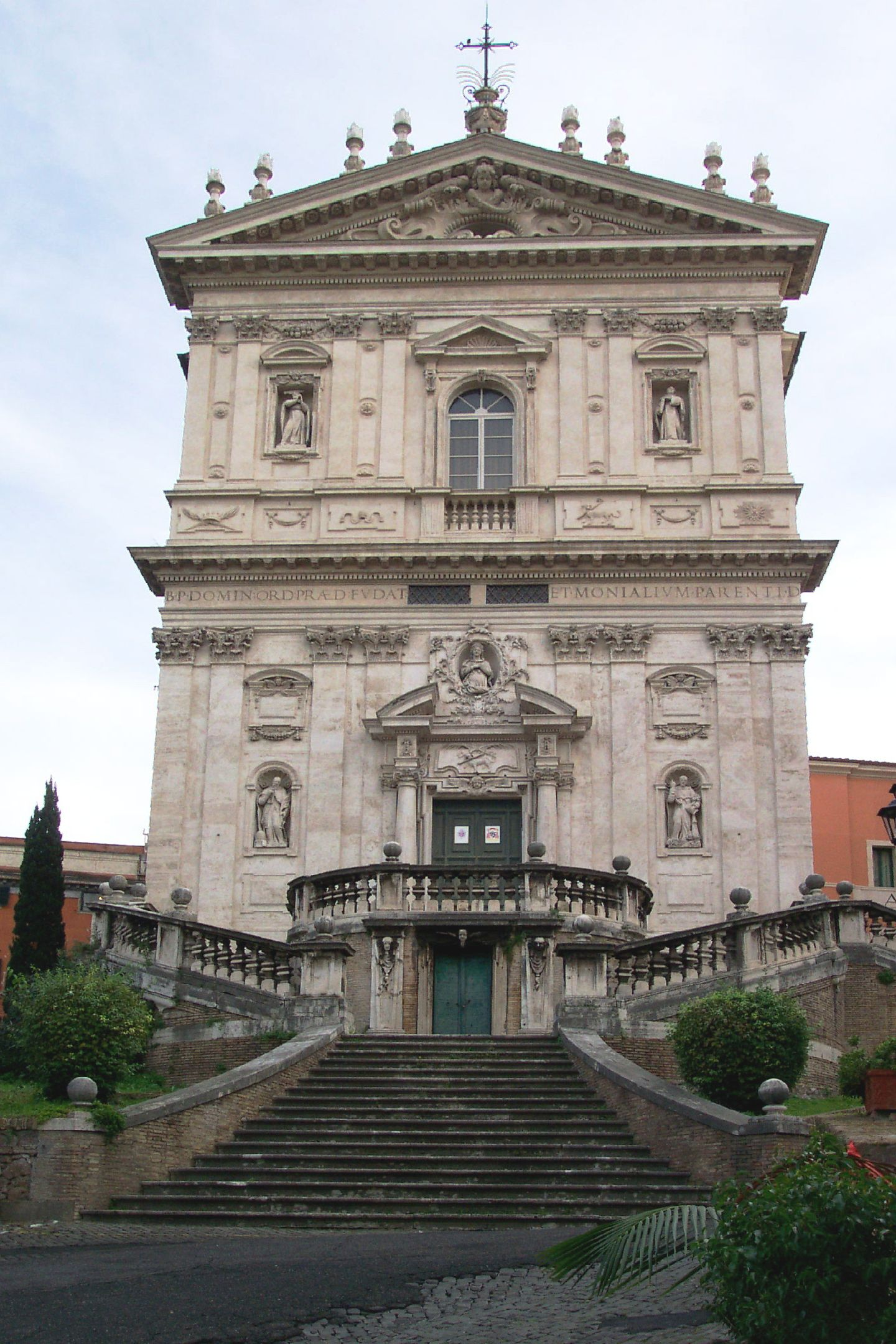
Kyrkan Santi Domenico e Sisto i Rom.

Vincenzo della Greca, född 5 februari 1592 i Palermo, död 2 december 1661 i Rom, var en italiensk arkitekt under barockepoken. Han är bland annat upphovsman till den övre våningen i fasaden till kyrkan Santi Domenico e Sisto i Rom samt dess portal och dubbeltrappa. Kyrkobyggnaden var ett samarbete mellan Greca, Giacomo della Porta, Orazio Torriani och Giovanni Battista Soria.
Han var far till arkitekten Felice della Greca.

### Webbkällor
- Acciai, Tiziana (14 mars 1989). ”DELLA GRECA, Vincenzo”. Dizionario Biografico degli Italiani – Volume 37. http://www.treccani.it/enciclopedia/vincenzo-della-greca_%28Dizionario_Biografico%29/. Läst 9 december 2015.